# 于基汾
于基汾（1944年2月—），男，汉族，江苏南京人，中华人民共和国政治人物，曾任民盟南京市委主委，南京市政协副主席，第九届全国人大代表。